# Закариасен, Финнбьёрн
Финнбьёрн Зака́риасен (фар. Finnbjørn Zachariasen; род. 1 октября 1967 года в Стреймнесе, Фарерские острова) — бывший фарерский футболист и тренер, защитник, выступавший за клубы «Стреймур», «ЭБ/Стреймур» и «Б68».

## Биография
Финнбьёрн начинал свою карьеру в «Стреймуре» из родного Стреймнеса. Он был частью команды, добравшейся до четвертьфинала Кубка Фарерских островов 1984 года, выступая при этом в третьем дивизионе. Там «Стреймур» проиграл будущему обладателю трофея — столичному «ХБ», Финнбьёрн принимал участие в этой игре. По итогам сезона защитник в составе своего клуба стал победителем третьей фарерской лиги. 
Он защищал цвета «Стреймура» вплоть до его объединения с «ЭБ» в «ЭБ/Стреймур» в 1993 году. Финнбьёрн стал игроком объединённой команды и помог ей подняться в высший фарерский дивизион в первом же сезоне. 9 сентября 1993 года защитник отметился покером в ворота «МБ», ставшим для него единственным в карьере. 24 апреля 1994 года Финнбьёрн дебютировал в чемпионате Фарерских островов в матче против фуглафьёрдурского «ИФ». Всего в чемпионате он провёл 17 встреч. 
По итогам сезона-1994 «ЭБ/Стреймур» опустился в первый дивизион, а защитник покинул команду, приняв приглашение тофтирского «Б68». Финнбьёрн использовался в ротации клуба, суммарно отыграв 17 встреч в рамках первенства архипелага. После завершения сезона тренерский штаб решил с ним расстаться, и он вернулся в «ЭБ/Стреймур». Финнбьёрн выступал за «чёрно-синих» до окончания сезона-2000, а затем сделал паузу в карьере. 
Защитник вернулся в футбол в 2005 году. 12 июня Финнбьёрн провёл свой последний матч в фарерской премьер-лиге, отыграв 18 минут в поединке с «ХБ». Затем он завершил выступления на высоком уровне. В 2008 году Финнбьёрн вошёл в тренерский штаб «ЭБ/Стреймур» в качестве помощника главного тренера и параллельно начал играть за вторую команду клуба в низших дивизионах. В 2014 году он ушёл из клубного тренерского штаба, а в 2016 году провёл свою последнюю игру за дублирующий состав. В 2019 году Финнбьёрн сыграл 2 матча за третью команду «ЭБ/Стреймур» во втором дивизионе, после чего окончательно попрощался с футболом.
В настоящее время Финнбьёрн работает в компании «SPEKT», занимающейся привлечением иностранного бизнеса на Фарерские острова.
Во времена выступлений за «Б68» у Финнбьёрна родился сын Петур. Он тоже стал футболистом и на протяжении всей своей карьеры выступает за «ЭБ/Стреймур».

## Достижения

### Командные
«Стреймур»
- Победитель третьего дивизиона (1): 1984

 «ЭБ/Стреймур»
- Победитель первого дивизиона (1): 2000